# Raptus von And
Raptus von And er en tegneseriefigur i Walt Disneys Anders And-univers. Han regnes i lighed med Fætter Vims ikke med i Carl Barks ande-univers, da han ikke er skabt af ham.
Han startede som figur i en serie TV-tegnefilm, hvor han underviste Rip, Rap og Rup om alt mellem himmel og jord og forsøgte at lære Anders at leve et bedre liv. Han har også været med i andre tv-serier, fra Disney. Her kan nævnes hans medvirken i: Rip, Rap og Rup på eventyr, Raw Toonage, Bonkers, Mickey Mouse Works, Rap Sjak, og Hos Mickey.
Han gik så ind i tegneserierne, hvor især Tony Strobl gav ham liv. Raptus er Andebys klogeste og professor i næsten hvad som helst. Han har tendens til at prale temmelig meget af det, og i visse historier rækker hans klogskab ikke så langt som hans praleri.
I lighed med andre figurer, der ikke var skabt af Carl Barks, forsvandt han ud af Anders And & Co. sidst i 1970'erne.
Dette var en beslutning som forlagene tog. De beordrede forfatterne ikke at lade ham optræde i historierne.
Trods efternavnet er han ikke i familie med Joakim von And.

## Opfinder
Raptus von And optræder nogle gange i Georg Gearløs´s sted, som en opfinder.
Det gør han i Rap Sjak og i Mickey Mouse´s klubhus.

## Navnet
Den danske oversættelse af hans navn kan give misforståelser. Hvor han på engelsk hedde Ludwig van Drake (som betyder Ludwig von Andrik), hedder han på dansk Raptus von And.
Hans danske navn kan også forvirre mange læsere, fordi man kan komme til at tro at han er beslægtet med Jokiam von And som han ikke er.
Så hvis han skulle have et ordentligt navn på dansk, skulle efternavnet nok ikke være "von And".